# 唐河 (海河)
唐河發源於山西渾源縣南部恆山搶風嶺，向東南流經隘門山，由靈丘縣東南入河北淶源縣縣境，唐河全長273公里，总流域面积（不含清水河）4993.2平方公里。砂卵石河床，河槽形比较规矩，河槽宽度约100－200米，坡降1/140-1/150，流量季节性较强，流量变幅较大。